# بدل و بدلینگ

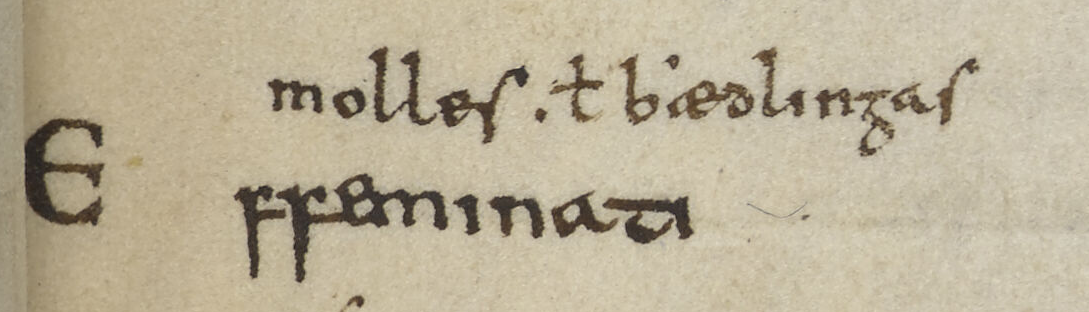
واژهٔ بَدْلینگاس (_bædlingas_) در فرهنگ‌نامه‌های کلئوپاترا به‌عنوان ترجمه‌ای از واژگان لاتین _effeminati molles_ آمده است، که به مردان زن‌صفت یا نرم‌خو اشاره دارد – عباراتی که در متون قرون وسطی اغلب بار معنایی منفی یا اخلاقی-جنسی داشتند.

بَدِل ([ˈbæd.del]; بَد-دِل) و بَدْلینگ ([ˈbæd.liŋɡ]; بَد-لینگ) اصطلاحاتی در زبان انگلیسی کهن هستند که به دسته‌هایی از جنسیت یا گرایش جنسی غیرهنجاری اشاره دارند. این واژگان در تعداد محدودی از فرهنگ‌نامه‌ها و رساله‌های توبه قرون وسطی (راهنماهایی برای انجام توبه مذهبی) آمده‌اند و معنای دقیق آن‌ها (و تفاوت‌شان با یکدیگر، در صورت وجود) مورد بحث پژوهشگران است. هر دو واژه غالباً با نرمی، زن‌صفتی و زنا در ارتباط قرار گرفته‌اند.
واژهٔ بَدِل در دو فرهنگ‌نامه موجود – هر دو از یک منبع – به‌عنوان دوجنسه و مردی با هر دو جنسیت ترجمه شده است، در حالی که بَدْلینگ معمولاً با واژگانی مرتبط با نرمی و زن‌صفتی همراه است. دیکشنری انگلیسی آکسفورد، با استناد به زبان‌شناس ژولیوس زوپیتسا، واژهٔ بَد (bad) در زبان انگلیسی را ریشه‌گرفته از بَدِل می‌داند، اگرچه برخی پژوهشگران ریشه‌های دیگری برای آن پیشنهاد کرده‌اند، از جمله ریشه‌ای مشترک میان بَدِل و بَدْلینگ.
ترجمه انگلیسی کهن از رساله توبهٔ قرون وسطایی Paenitentiale Theodori بین مردان و بَدْلینگ‌ها تفاوت قائل شده است؛ این متن داشتن رابطه جنسی مردان با دیگر مردان یا با بَدْلینگ‌ها را به‌عنوان گناهان جداگانه‌ای ذکر می‌کند و می‌گوید که بَدْلینگ‌ها باید برای داشتن رابطه جنسی با بَدْلینگ‌های دیگر توبه کنند. این واژه ممکن است به افرادی اشاره داشته باشد که در بدو تولد زن تشخیص داده می‌شدند اما نقش‌های اجتماعی مردانه بر عهده می‌گرفتند، یا به افراد بیناجنسی اشاره کند.
برخی تدفین‌های غیرهنجاری از نظر جنسیتی که به آن دوره تعلق دارند با این اصطلاح مرتبط دانسته شده‌اند و پژوهشگران پیشنهاد کرده‌اند که بَدْلینگ‌ها می‌توانسته‌اند نمایانگر جنس سومی خارج از دوگانهٔ زن/مرد یا شکلی از ناسازگاری جنسیتی در جامعه آنگلوساکسون باشند. فرهنگ‌نامه انگلیسی قرن یازدهمی آنتورپ واژهٔ بَدِل را با واژهٔ نادری به‌نام وَپن‌ویفستره ([ˈwæːpnˌwiː.ves.tre]؛ وَپْن-وی-وِس-تره) مرتبط می‌سازد، که ظاهراً به زنی دارای آلت مردانه یا نوعی مردانگی فالویکی اشاره دارد.

## تعریف

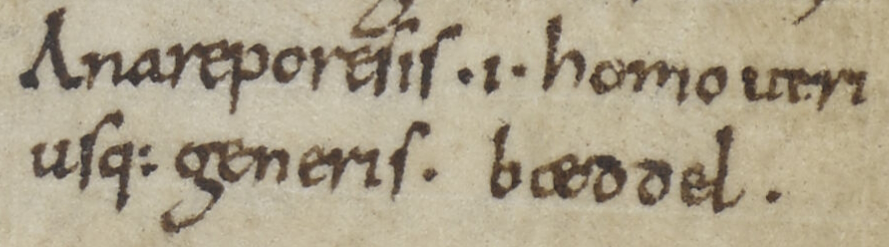
واژهٔ bæddel در واژه‌نامه‌های آنتورپ-لندن برای ترجمهٔ عبارت لاتین Anareporesis, i. homo utriusque generis به‌کار رفته است، که به‌معنای «مردی با هر دو جنس» یا «دو جنسه» می‌باشد.

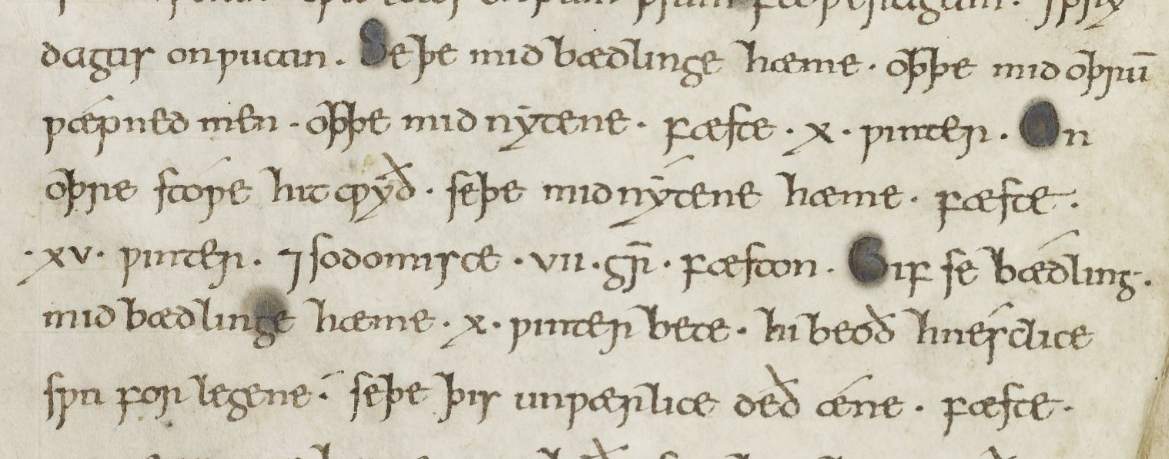
قوانین مربوط به بَدْلینگ‌ها در قوانین قدیمی انگلیسی تئودور

بَدِل و بَدْلینگ واژگانی از زبان انگلیسی کهن‌اند که به نوعی از جنسیت، سکسوالیته یا هویت جنسی اشاره دارند که خارج از هنجارهای جامعه انگلوساکسون در انگلستان بوده است؛ با این حال، معنای دقیق و دامنهٔ این واژه‌ها همچنان مورد بحث میان پژوهشگران است. در حالی که بَدِل در فرهنگ‌نامه‌های موجود با افراد دوجنسه (بیناجنسی) مرتبط دانسته شده، به نظر می‌رسد که مفهومی از نرمی یا زن‌صفتی نیز داشته باشد. از سوی دیگر، پژوهشگران معتقدند بَدْلینگ به نوعی ناسازگاری جنسیتی، انفعال جنسی یا حتی یک جنسیت سوم اشاره دارد.
این اصطلاحات بسیار نادر و مبهم‌اند؛ واژهٔ بَدْلینگ تنها در تعداد محدودی از منابع از جمله دو فرهنگ‌نامه و دو رسالهٔ توبه ثبت شده، در حالی که بَدِل تنها در دو مدخل از فرهنگ‌نامه آنتورپ در قرن یازدهم آمده است. زبان‌شناس و ریشه‌شناس آناتولی لیبرمن این دو واژه را مترادف توصیف می‌کند.
در فرهنگ‌نامه آنتورپ، واژهٔ بَدِل برای ترجمهٔ دو عبارت لاتین به‌کار رفته است:
- Anareporesis, i. homo utriusque generis (یعنی: مردی با هر دو جنس)
- و Hermafroditus (یعنی: دوجنسه).

این‌ها تنها معادل‌های موجود برای واژهٔ بَدِل هستند. در همین منبع، بَدِل با واژهٔ بسیار نادر وَپن‌ویفستره نیز مرتبط شده است، که به‌صورت تحت‌اللفظی یعنی زنی با سلاح (آلت مردانه) و به نظر می‌رسد به نوعی مردانگی فالوس‌گونه در زنان اشاره دارد. این ساختار مشابه واژهٔ رایج وَپنِدمان (به‌معنای شخصِ مسلح یا مرد) است.
احتمال داده می‌شود که واژهٔ بَدْلینگ از بَدِل مشتق شده باشد، یا با پسوند پدرانهٔ -ing یا با پسوند کوچک‌سازِ پدرانهٔ -ling. این واژه در چهار منبع باقی‌ماندهٔ خود سه معادل لاتین مختلف دارد، از جمله:
- mollis (به‌معنای نرم‌خو یا زن‌صفت)
- و effeminati molles (مردان نرم‌خو و زن‌صفت).

سومین معادل در فرهنگ‌نامهٔ هارلی واژهٔ cariar است، که تفسیر آن دشوار است و ممکن است اشاره‌ای باشد به منطقهٔ کاریا در آناتولی. این منطقه محل چشمهٔ افسانه‌ای سالماسیس است که گفته می‌شد قدرت تلطیف و زنانه‌کردن مردان را دارد. این ارجاع احتمالی به آناتولی همچنین ممکن است اشاره‌ای به خصی‌ها (eunuchs) داشته باشد، که غالباً با امپراتوری بیزانس و شرق به‌طور کلی مرتبط بودند. در دیگر فرهنگ‌نامه‌ها نیز—مانند فرهنگ‌نامه کلئوپاترا از دورهٔ سلطنت آتلستان (۹۳۷–۹۲۴ میلادی)—بَدْلینگ با نرمی و زن‌صفتی پیوند داده شده است.
ترجمهٔ انگلیسی کهن از راهنمای توبهٔ Paenitentiale Theodori بین مردان و بَدْلینگ‌ها تمایز قائل می‌شود، و رابطهٔ جنسی مردان با مردان دیگر و رابطهٔ مردان با بَدْلینگ‌ها را به‌عنوان گناهان جداگانه (اما هم‌سنگ) توصیف می‌کند. این متن می‌نویسد که بَدْلینگ‌هایی که با دیگر بَدْلینگ‌ها رابطه جنسی داشته باشند باید ده زمستان (ده سال) توبه کنند، و آن‌ها را نرم مانند زنی زناکار توصیف می‌کند. فرهنگ‌نامهٔ آنتورپ نیز چنین مقایسه‌ای با زنا برای بَدِل‌ها ارائه داده است.
این رساله همچنین تصریح می‌کند که هم بزرگسالان و هم کودکان می‌توانند بَدْلینگ باشند، و برای بَدْلینگ‌ها در سنین مختلف، دوره‌های متفاوتی از توبه در نظر گرفته است. تاریخ‌نگار جیکوب بل این احتمال را مطرح می‌کند که اشاره به رابطه جنسی میان دو بَدْلینگ ممکن است به پدرآموزی (pederasty) اشاره داشته باشد.

### تحلیل
اگرچه پژوهشگرانی چون زبان‌شناس رابرت دی. فالک و تاریخ‌نگار دیوید کلارک اشاره کرده‌اند که واژهٔ بَدْلینگ ممکن است به شریک جنسی منفعل در روابط همجنس‌گرایانه اشاره داشته باشد، اما اشاره به رابطهٔ جنسی میان دو بَدْلینگ این تعریف را به‌عنوان معنایی مطلق پیچیده می‌کند.
این ارتباط با نرمی یا زن‌صفتی ممکن است به افرادی اشاره داشته باشد که در بدو تولد مذکر در نظر گرفته می‌شدند، اما نقش‌های اجتماعی زنانه یا ظاهر جنسیتی زنانه اختیار می‌کردند. در میان پژوهشگران همچنان این موضوع محل بحث است که بَدِل‌ها و بَدْلینگ‌ها چگونه در نظام جنسیتی انگلوساکسون جای می‌گرفتند.
ممکن است بَدْلینگ‌ها به‌عنوان دسته‌ای سوم از جنسیت در نظر گرفته شوند که خارج از مرزهای مردانگی و زنانگی قرار داشتند، یا به‌عنوان افرادی اخته‌شده یا مردزدوده که همراه با زنان و کودکان جایگاهی در مقابل مردان مردانه‌نما داشتند.
این واژه همچنین ممکن است به افرادی اشاره داشته باشد که در بدو تولد مؤنث شناخته می‌شدند اما نقش‌های اجتماعی مردانه اختیار کرده بودند، یا همانند واژهٔ بَدِل، به افراد بیناجنسی اشاره داشته باشد.
فالک همچنین این واژگان را با **تدفین‌های ناسازگار با هنجارهای جنسیتی در دورهٔ انگلوساکسون مرتبط دانسته است، از جمله اسکلت‌های مذکر که در کنار اشیاء زنانه دفن شده‌اند.

## ریشه‌شناسی
در اواخر قرن نوزدهم و اوایل قرن بیستم، پژوهشگرانی چون جی.آر.سی. هال و فردیناند هولتاوزن برای واژهٔ انگلیسی کهن _bædan_ به‌معنای وادار کردن (که احتمالاً واژهٔ بَدِل از آن مشتق شده است) معنای افزوده‌ای نیز پیشنهاد کردند، یعنی: نجس کردن یا لکه‌دار کردن.
آنان به یک واژه‌نامهٔ لاتین در زبور ادوین متعلق به قرن دوازدهم استناد می‌کنند. با این حال، این نسخه از زبور برای برخی واژگان لاتین معادل‌هایی غیرمعمول و نادرست ارائه می‌دهد، و همین امر باعث شد زبان‌شناسانی چون هربرت دین مریت (در سال ۱۹۵۴) این معنا را رد کنند.
فالک نیز در سال ۲۰۰۴ با نظر مریت هم‌عقیده بود و ریشهٔ واژهٔ بَدِل را به یک واژهٔ فرضی در انگلیسی کهن اولیه یعنی _bai-daili-_ نسبت داد، به‌معنای دو بخش، که مشابه ریشهٔ واژه‌های دوجنسه در دیگر زبان‌های ژرمنی است – مانند واژهٔ دانمارکی _tvetulle_ به‌معنای دو ابزار.
هیچ اشارهٔ شناخته‌شده‌ای به این واژه در دورهٔ اواخر قرون وسطی یافت نشده، اما در یک بالاد آرتوریایی از قرن هفدهم به زبان اسکاتس، واژهٔ _Badlyng_ دیده می‌شود؛ پژوهشگر ویلیام سیرز در مقاله‌ای در سال ۲۰۱۹ این واژه را به‌معنای لواط‌کار (sodomite) شناسایی کرده است.
واژه‌ای گویشی به نام _badling_ که در شمال انگلستان ثبت شده و معانی گوناگونی چون اوباش، شخص بی‌ارزش یا کودک شیطان دارد، ممکن است بازمانده‌ای از بَدْلینگ باشد؛ گرچه ممکن است منشأیی مستقل و متأخر داشته باشد، برآمده از واژهٔ bad و پسوند -ling.
فرهنگ لغت زبان انگلیسی کهن (Dictionary of Old English) برای واژهٔ بَدْلینگ ریشه‌شناسی مشخصی ارائه نمی‌دهد و تنها با احتیاط آن را به‌صورت مرد زن‌صفت یا همجنس‌گرا تعریف می‌کند.

### ارتباط با واژه bad
زبان‌شناس یولیوس زوپیتسا این نظریه را مطرح کرد که واژهٔ انگلیسی bad (بد) از واژهٔ کهن _bæddel_ مشتق شده است. جیمز موری، نخستین سردبیر فرهنگ لغت آکسفورد (OED)، از نظریهٔ زوپیتسا حمایت کرد و آن را در نخستین نسخهٔ این فرهنگ‌نامه در سال ۱۸۸۴ گنجاند.
گنجاندن این ریشه‌شناسی در OED باعث شد که این نظریه به‌طور گسترده‌ای در میان زبان‌شناسان پذیرفته شود، اگرچه برخی از فیلولوژیست‌ها همچنان با آن مخالفت می‌کردند. فرهنگ ریشه‌شناسی انگلیسی آکسفورد (Oxford Dictionary of English Etymology) این پیوند را با احتیاط بیشتری مطرح می‌کند و آن را تنها به‌عنوان یک احتمال در نظر می‌گیرد.
نسخهٔ آنلاین OED و همچنین ویرایش دوم این فرهنگ‌نامه در سال ۱۹۸۹ همچنان از نظریهٔ زوپیتسا پشتیبانی می‌کنند؛ در این نسخهٔ دوم، ریشه‌شناسی‌های جایگزین برگرفته از واژگان سلتیک را کاملاً مردود می‌دانند، در حالی که منشأ احتمالی از واژهٔ _bædan_ را نیز مطرح می‌کنند.
ویلیام سیرز (Sayers) در ادامه، ریشه‌ای مشترک برای واژگان bad, bæddel و bædling پیشنهاد می‌کند، بر اساس واژهٔ بازسازی‌شدهٔ زبان گل (Gaulish) توسط زبان‌شناس زاویه دلامار (Xavier Delamarre): _baitos_ به‌معنای احمق، دیوانه، غیراخلاقی. این صفت ممکن است از طریق شکل فرضی _baed_ وارد زبان انگلیسی کهن شده باشد و معنای نقص فیزیکی یا اخلاقی را القا کند – ویژگی‌هایی که احتمالاً انگلیسی‌زبانان کهن با جمعیت بومی بریتانیای جزایر دیگر مرتبط می‌دانستند.
زبان‌شناس ریچارد کویتس نیز در سال ۱۹۸۸ واژگان bæddel و bædling را مشتق از نیاواژه‌ای مشترک با bad می‌داند، به‌صورت واژهٔ فرضی _badde_ که ممکن است به‌معنای بی‌ارزش یا نحس بوده باشد.
آناتولی لیبرمن، هم‌نظر با کویتس دربارهٔ پیوند ریشه‌شناسی با _badde_، معتقد است که واژهٔ _bæddel_ از bad مشتق شده است. هرچند واژهٔ _yfel_ واژهٔ معیار برای بد در دوران انگلیسی کهن بود، اما bad تا قرن سیزدهم به اندازهٔ کافی جا افتاده بود که به‌صورت لقب (در قالب _bæd_) رواج داشته باشد.
کاربرد bad به‌عنوان صفت، از دوران انگلیسی میانه ثبت شده و یک نمونهٔ مستند از سال ۱۲۹۷ میلادی در دست است.